# Rychlá hra (film)
Rychlá hra (v originále Acceleration) je americký akční film z roku 2019, který režírovali Michael Merino a Daniel Zirilli. Ve filmu hraje Sean Patrick Flanery, v dalších rolích se objevují Dolph Lundgren, Chuck Liddell, Danny Trejo, Quinton "Rampage" Jackson a Natalie Burn, která se také podílela na produkci filmu.

## Zápletka
Vladik Zorich, zločinecký boss, jenž působí v podsvětí Los Angeles, kde obchoduje se zbraněmi, hazardem, drogami a lidmi, zjistí, že ho zradila jeho nejdůvěryhodnější spolupracovnice Rhona Zyocki. Vladikova touha po moci, kontrole a násilí ho vede k únosu Rhonina mladého syna, čímž donutí Rhonu, aby se zúčastnila plánované likvidace Vladikových nepřátel. Když je život jejího syna v ohrožení, Rhona se snaží najít a zabít Vladikovy nejnebezpečnější a nejzvrhlejší nepřátele a získat zpět cenné zboží a informace, a to vše v jedné osudové noci. Aby ji měl pod kontrolou, Vladik stanoví pravidla své "hry" a sleduje každý Rhonin krok, jak se pohybuje temnými ulicemi Los Angeles. Podceňuje však sílu mateřské lásky a ztrácí kontrolu, když se jeho zvrhlý plán pomalu dává do pohybu.

## Obsazení
- Sean Patrick Flanery jako Kane
- Dolph Lundgren jako Vladik Zorich
- Chuck Liddell jako Hannibal
- Natalie Burn jako Rhona Zyocki
- Quinton "Rampage" Jackson jako Eli
- Danny Trejo jako Santos
- Ian Fisher jako Chiko
- Dobromir Mashukov jako Mika
- Luka Tartaglia jako Antoine